# Abel Botelho
Abel Acácio de Almeida Botelho (Tabuaço, 23 de setembro de 1854 — Argentina, 24 de abril? de 1917) foi um coronel de Estado-Maior do Exército, escritor, político e diplomata português. Representante em Portugal do realismo extremo, conhecido como Naturalismo, escreveu, entre outros, o O Barão de Lavos e  O Livro de Alda, os dois primeiros títulos da série Patologia Social.

## Biografia
Abel Botelho nasceu em Tabuaço, pequena vila da Beira Alta, a 23 de Setembro de 1854, e faleceu em Buenos Aires, como ministro da República Portuguesa, em 1917. Frequentou o Colégio Militar. Iniciando-se na carreira das armas como simples soldado raso, foi galgando os mais altos postos do Exército, tendo chegado a coronel. Entre outras funções, exerceu a chefia do Estado-Maior da Primeira Divisão Militar (Lisboa). Pertenceu a várias agremiações (Academia das Ciências, Associação dos Jornalistas e Escritores Portugueses, de Lisboa e do Porto, Associação da Imprensa, Sociedade Geográfica de Lisboa, etc.), e foi como um dos delegados dessa última agremiação que esteve em São Paulo, em 1910, por ocasião de um congresso de Geografia. Em 1911 é nomeado ministro da República (embaixador) em Buenos Aires, onde falece em 1917, cargo de grande importância pois a Argentina foi o primeiro país a reconhecer a República Portuguesa após a instauração republicana em 1910.
Sua carreira literária, começou-a em 1885, com um livro de versos chamado Lira Insubmissa.
No ano seguinte, lança Germano, drama em cinco actos, em verso. Proposta à direcção do Teatro Nacional, esta peça foi recusada. Originou-se uma polémica, por causa do artigo que Abel Botelho dirigiu aos responsáveis pela sua não-aceitação. Daí em diante escreverá outras peças de teatro: Jacunda (comédia em três actos; 1895), Claudina (estudo duma neurótica; comédia em três actos, representada no Teatro do Príncipe Real de Lisboa, na festa artística da actriz Lucinda Simões, a 18 de Março de 1890), Vencidos da Vida (peça satírica, representada a 23 de Março de 1892 no Teatro do Ginásio; três actos), Parnaso (peça lírica, em verso, em um acto, escrita para a récita de estudantes, em benefício da Caixa de Socorros a Estudantes Pobres, realizada no Teatro de São Carlos, em 3 de Maio de 1894), Fruta do Tempo (comédia, escrita para a actriz Lucinda Simões; 1904). Sendo de assunto em geral escabroso, delicado, como pedia o Naturalismo, essas peças causavam agitação, especialmente Imaculável, que terminou em arruaças e apupos, e Vencidos da Vida, que não pôde prosseguir em cena pelo que continha de crítica ao grupo literário com o mesmo nome, e por ser considerada imoral, criando-se uma polémica entre Abel Botelho e os responsáveis pela proibição.
Em 1891, Abel Botelho inicia o estudo da sociedade portuguesa na série "Patologia Social", que deveria ser o exame exigente e científico dos males gerais que infestavam Portugal, sobretudo Lisboa, capital e centro urbano de maior prestígio. O primeiro é O Barão de Lavos (1891), supostamente o primeiro romance em português com um enredo homossexual. Seguiu-se-lhe O Livro de Alda (1898), Amanhã (1901), o primeiro romance em português de sempre com um enredo em torno da classe operária e do anarquismo. Posteriormente escreve Fatal Dilema (1907), Próspero Fortuna (1910). Além desses, deixou mais três romances: Sem Remédio… (1900), Os Lázaros (1904), e Amor Crioulo (incompleto e póstumo; seu título anterior era Idílio Triste; 1919) e o livro de contos Mulheres da Beira (1898; anteriormente publicados no Diário de Notícias, entre 1895 e 1896, e que serviu de inspiração para o filme homónimo de 1921). Também colabora em diversas publicações periódicas, nomeadamente nas revistas Brasil-Portugal (1899-1914), Serões (1901-1911), Azulejos (1907-1909) e Atlântida (1915-1920).

### Vida pessoal
Abel Botelho casou-se, a 18 de Maio de 1881, com Virgínia de Alcântara Pinto Guedes de Vasconcelos, natural de Lamego, onde pertencia a uma família abastada e cujo pai era coronel do Estado-Maior. O casal não teve filhos.

## Curiosidades
- A ele se ficou a dever o projeto gráfico da bandeira da República Portuguesa, em que o verde representa a esperança e o vermelho o sangue derramado pelo povo nas muitas guerras travadas.
- Fez parte da Maçonaria, tendo sido iniciado no Grande Oriente Lusitano Unido em 1910, por comunicação, sob o nome simbólico de Spinosa.[8]

## Obras

### Poesia
- Lira Insubmissa (1885)

### Teatro
- Germano (1886)
- Claudina (1890)
- Os Vencidos da Vida (1892)
- Jucunda (1895)
- A Imaculável (1897)
- Fruta do Tempo (1904)

### Ficção
- O Barão de Lavos (romance, série Patologia Social #1, 1891) (edição digital)
- O Livro de Alda (romance, série Patologia Social #2, 1898)
- Mulheres da Beira (contos, 1898)
- Sem Remédio (romance, 1900)
- Amanhã (romance, série Patologia Social #3, 1901)
- Os Lázaros (romance, 1904) (edição digital)
- Fatal Dilema (romance, série Patologia Social #4, 1907)
- Próspero Fortuna (romance, série Patologia Social #5, 1910)
- Amor Crioulo (romance incompleto, edição póstuma, 1913) (eBook)